# Karine Jean-Pierre
Karine Jean-Pierre (ur. 13 sierpnia 1974 w Fort-de-France) – amerykańska działaczka i komentatorka polityczna pochodzenia haitańskiego, w latach 2021–2022 zastępczyni sekretarza prasowego Białego Domu, w latach 2022–2025 sekretarz prasowy Białego Domu.

## Młodość i edukacja
Karine Jean-Pierre urodziła się 13 sierpnia 1974 roku w Fort-de-France na Martynice, będącej terytorium zależnym Francji, jako najstarsze z trójki dzieci haitańskich imigrantów. Gdy miała 5 lat wraz z rodziną wyjechała do Stanów Zjednoczonych, gdzie osiedliła się w Queens Village, jednej z dzielnic Nowego Jorku. Jej ojciec, z wykształcenia inżynier, zarabiał na życie jako taksówkarz, zaś matka pracowała jako niania i opiekunka. W młodości na jej barkach często spoczywała opieka nad rodzeństwem (o 8 lat młodszą siostrą i o 10 lat młodszym bratem), gdyż jej rodzice pracowali sześć a czasem siedem dni w tygodniu.
W książce z 2019 roku wspomniała, jak bardzo jej życie zmieniło przemówienie kongresmenki Barbary Charline Jordan na Narodowej Konwencji Partii Demokratycznej w 1992 roku:

Była pierwszą czarnoskórą kobietą w polityce, jaką miałam okazję zobaczyć. W świecie pięknych, noszących perły uwodzicielek Jordan była konkretna i autentyczna.

Jean-Pierre edukację pobierała w szkole podstawowej, noszącej obecnie nazwę Joseph A. McNeill Elementary School, w Hempstead w stanie Nowy Jork, a następnie w szkole średniej Kellenberg Memorial High School w Uniondale w stanie Nowy Jork. Następnie studiowała nauki przyrodnicze na New York Institute of Technology w Old Westbury. Jej rodzice chcieli, żeby została lekarzem, jednak słabo wypadła na Medical College Admission Test. Ostatecznie ukończyła New York Institute of Technology, a następnie, w 2003 roku uzyskała tytuł Master of Public Affairs w School of International and Public Affairs Uniwersytetu Columbia, w której ponadto działała w samorządzie studenckim.

## Kariera

### Początki
Po ukończeniu studiów Karine Jean-Pierre pracowała jako dyrektor do spraw legislacyjnych i budżetowych w biurze członka Rady Miejskiej Nowego Jorku, Jamesa F. Gennaro z Queens. W 2004 roku została dyrektorem politycznym regionu południowo-wschodniego w kampanii prezydenckiej Johna Edwardsa. Dwa lata później przeniosła się do Waszyngtonu, gdzie była koordynatorem działań związanych z dostarczaniem usług w ramach pomocy charytatywnej organizacji non-profit Walmart Watch.

### Administracja Baracka Obamy
W 2008 roku pełniła funkcję dyrektora politycznego regionu południowego w kampanii prezydenckiej Baracka Obamy. Po wygranych przez Obamę wyborach prezydenckich w 2008 roku, do marca 2011 roku pracowała w jego administracji jako dyrektor regionalny w Biurze do spraw Politycznych Białego Domu.
W 2012 roku działała w kolejnej kampanii prezydenckiej Baracka Obamy jako współpracowniczka Mitcha Stewarta, dyrektora do spraw stanów wahających się (ang. swing states).
W 2014 roku została wykładowczynią spraw międzynarodowych i publicznych w School of International and Public Affairs Uniwersytetu Columbia.
W 2016 roku była zastępczynią kierownika kampanii prezydenckiej Martina O’Malleya.

### MoveOn.org i komentowanie polityki
W kwietniu 2016 roku akcja polityczna MoveOn.org ogłosiła, że zaangażowała Karine Jean-Pierre jako Starszego Doradcę i Narodowego Rzecznika do spraw prac nad wyborami prezydenckimi w 2016 roku. Pełniąc te funkcje, oprócz doradzania i służenia przy pracach wyborczych MoveOn.org, miała także brać udział w „poważnych wysiłkach na rzecz przeciwstawienia się Donaldowi Trumpowi i jego retoryce oraz platformie nienawiści, przemocy, rasizmu, atakowania imigrantów i szkalowania kobiet.”.
W grudniu 2018 roku dziennik „The Haitian Times” umieścił ją w swoim zestawieniu Haitian Newsmakers of the Year (pol. „Haitańskie Osobowości Medialne Roku”), grupującego „sześciu członków haitańskiej diaspory, którzy w tym roku rzucili światło na Haiti, wynosząc jego piękno na główną scenę”.
W styczniu 2019 roku została zatrudniona jako analityczka polityczna przez stacje telewizyjne NBC News i MSNBC.
Pracowała dla Centrum Etyki Społecznej i Korporacyjnej (ang. Center for Community and Corporate Ethics), w którym nakłaniała duże firmy do zreformowania swoich praktyk biznesowych.

### Administracja Joego Bidena

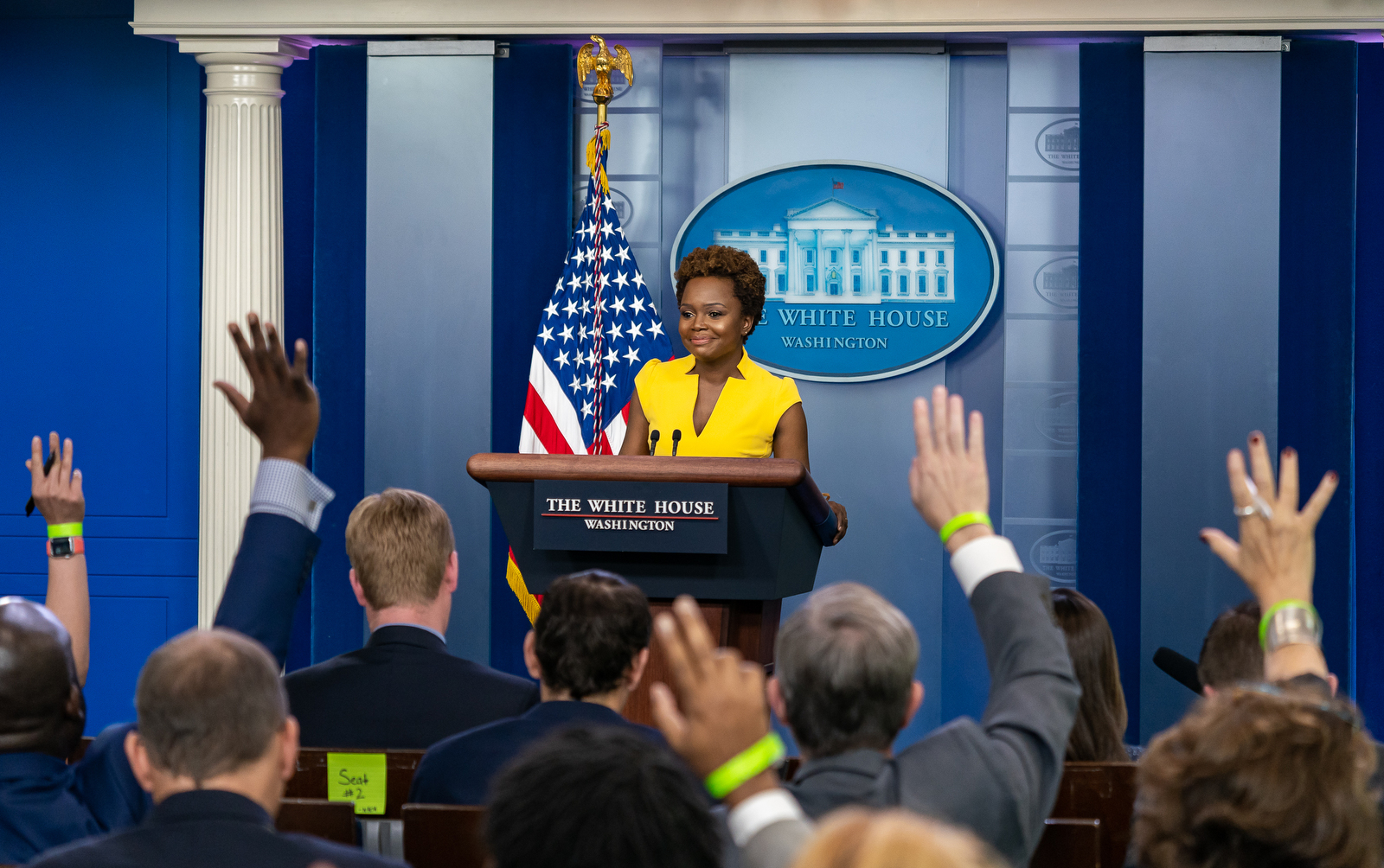
Karine Jean-Pierre podczas swojej pierwszej konferencji prasowej jako zastępczyni sekretarza prasowego Białego Domu 26 maja 2021 roku

W maju 2020 roku została starszym doradcą w kampanii prezydenckiej Joego Bidena. W październiku tego roku ogłoszono, że Jean-Pierre będzie szefem sztabu kandydata na wiceprezydenta.
29 listopada 2020 roku zespół do spraw przejęcia władzy prezydenta elekta Joego Bidena mianował Jean-Pierre zastępczynią sekretarza prasowego Białego Domu. 26 maja 2021 roku poprowadziła swoją pierwszą konferencję prasową w Białym Domu, zostając tym samym pierwszą w historii zdeklarowaną lesbijką i pierwszą od 1991 roku czarnoskórą kobietą, która prowadziła konferencję prasową w siedzibie amerykańskiego prezydenta.
5 maja 2022 roku prezydent Joe Biden poinformował, że sekretarz prasowy Białego Domu Jen Psaki odejdzie ze stanowiska 13 maja, a zastąpi ją Karine Jean-Pierre. Jean-Pierre stała się tym samym pierwszą czarnoskórą i zarazem należącą do społeczności LGBT osobą, która objęła funkcję sekretarza prasowego Białego Domu.

## Życie prywatne
Karine Jean-Pierre płynnie posługuje się trzema językami: francuskim, angielskim i kreolskim haitańskim.
W wieku 16 lat ujawniła się przed matką jako lesbijka.
W 2019 roku wydała książkę wspomnieniowo-polityczną, zatytułowaną Moving Forward: A Story of Hope, Hard Work, and the Promise of America.
Wraz ze swoją partnerką Suzanne Malveaux, korespondentką stacji telewizyjnej CNN, i urodzoną w 2014 roku córką Soleil mieszka na terenie aglomeracji waszyngtońskiej.

## Publikacje
- Moving Forward: A Story of Hope, Hard Work, and the Promise of America. Nowy Jork: Hanover Square Press, 2019-11-05. ISBN 978-1-335-91783-6.